# Peraleda de San Román
Peraleda de San Román es un municipio español de la provincia de Cáceres (Extremadura).Cuenta con una población de 277 habitantes (INE 2024).

## Símbolos
El escudo de Peraleda se define así:

Un campo de plata sembrado de perales de sinople, frutados de oro; el jefe de gules, cargado con un báculo de abad de oro con sudario de plata puesto en banda. Al timbre una corona real cerrada.

## Geografía

### Límites
Peraleda limita con:
- Bohonal de Ibor al noroeste;
- El Gordo por una pequeña franja al norte;
- Berrocalejo y Valdelacasa de Tajo al noreste;
- Garvín al este y sureste;
- Castañar de Ibor al oeste.

## Historia
Es en el siglo XVI cuando surge este pueblo. Algunas de las razones por las que se data este emplazamiento en este momento histórico, es, porque en 1494, los Reyes Católicos efectúan el primer deslinde y amojonamiento de esta zona, sin que conste en el registro Peraleda, y otro
dato muy a tener a en cuenta es que la iglesia es del siglo XVI. Se trasladan vecinos de San Román, de la poveda y otros que llegan de pueblos talaveranos. De esta manera se va poblando poco a poco, pues nunca tuvo muchas personas establecidas en la zona; principalmente por el terreno abrupto y rocoso de la zona. En los siglos anteriores, la zona tenía una economía basada principalmente en la ganadería; pero en el siglo XV y desde el Arzobispado de Toledo, se empiezan a poner límites a los ganaderos y se parcela el territorio, facilitando el incremento de la producción de cereales, frutales y viñas en zonas adecuadas alrededor del pueblo.
A pesar del nuevo asentamiento, San Román no se despobló totalmente, sino que permanecerá con bastantes vecinos que siguieron explotando las minas de plomo que todavía podemos contemplar en los alrededores de este primer asentamiento de "peraleos". También es en este lugar donde se encontraban en 1857 siete manufacturas alcohólicas (fabricación de aguardiente) que servían de sustento a sus habitantes. Se conoce que Carlos I visitó estas minas en un viaje que realizó por la comarca en el siglo XVI, y todavía Vivían varias familias en este lugar. 
A la caída del Antiguo Régimen la localidad se constituyó en municipio constitucional en la región de Extremadura, con el nombre de Peraleda, perteneciendo desde 1834 al partido judicial de Navalmoral de la Mata en la provincia de Cáceres. En el censo de 1842 contaba con 40 hogares y 493 habitantes. En 1965 el municipio creció al incorporar a su término una parte no anegada de Talavera la Vieja.

## Demografía
Peraleda de San Román cuenta con una población de 277 habitantes (INE 2024).
| Gráfica de evolución demográfica de Peraleda de San Román entre 1842 y 2021 |
| |
| Población de derecho según los censos de población del INE Población de hecho según los censos de población del INEEntre el censo de 1970 y el anterior, crece el término del municipio porque incorpora una parte no anegada de Talavera la Vieja en el año 1965. |

## Economía
La economía de Peraleda de San Román desde sus inicios ha sido eminentemente agropecuaria, prevaleciendo los cultivos de cereales, el ganado (cabrío, vacuno, porcino y de caballerías menores) y la cría de caza. La industria se basaba en la minería (había dos minas de plomo en lo que hoy son las ruinas de San Román) y varias destilerías de aguardiente. Pero se caracterizaba por la producción de un excelente aceite, herencia de los pueblos y culturas anteriores (como la musulmana) que habitaron estas comarcas. Durante todo el siglo XX y hasta la actualidad, la economía del pueblo está basada en la agricultura y la ganadería. Se tienen datos, que ya en 1928 en Peraleda había: 3 abacerías (comestibles), 4 cosecheros de aceite, 3 prensas de aceite, 4 maestros albañiles, 1 barbería, 1 carnicería, 2 carpinterías, 1 estanco, 1 farmacia, 2 molinos de harina, 3 herrerías, 1 médico, 1 mina de plomo, 2 posadas, 1 veterinario y 4 zapaterías, además de 9 propietarios principales.

## Patrimonio
Iglesia parroquial católica dedicada a San Juan Bautista, perteneciente al arciprestazgo de Guadalupe, Vicaría de Talavera de la Reina, archidiócesis de Toledo.

## Festividades
Muchas de las fiestas tradicionales del pueblo estaban relacionadas con los mozos que tenían que ir a la Mili (servicio militar) inexistente en la actualidad.
Los Quintos: El día 8 de diciembre se hacía la "Señal". Los mozos que entraban en quintas salían por las calles del pueblo, tocando el Caracol y ofreciendo vino en una bota, con el fin de que se conocieran a los quintos de ese año, que eran los que se sorteaban ese año para ir a la mili.
1 de enero: Los quintos del año anterior salían por el pueblo tocando el Caracol y ofreciendo la bota de vino a todos los vecinos que se encontraban por la calle. Los vecinos le donaban chorizos y pollos que después se comían por la noche. Los chorizos sobrantes se vendían y con los fondos se compraba un carnero, o varios, dependiendo del n.º de quintos..
6 de enero. Día de Reyes.
Se salía con el Carnero, debidamente engalanado con cintas de colores y rosas, cascabeles y campanillas, por el pueblo. Acompañados de amigos y amigas con la bota y el Caracol. Por la noche se comía el Carnero en compañía de todos los invitados, generalmente amigos y familiares, y se concluía la fiesta con un baile. 
Domingo de Carnaval:
Los quintos salientes corrían los gallos, montados en caballerías adornadas con cintas, rosas cascabeles, 
Consistía en cortar la cabeza de los gallos con la mano. Con esto terminaba el año de quintos, en espera del Sorteo que se celebraba en noviembre.
Martes de Carnaval:
Los quintos entrantes corrían las cintas, con caballerías adornadas, etc. Y así se volvía a repetir año tras año.
Había otras festividades importantes como: Las candelas, del 2 de febrero, las bodas, que eran uno de los acontecimientos más celebrados y esperados por los amigos, vecinos y novios. Y una celebración que hoy en día se sigue realizando, el ofertorio,  Los días 15 de agosto y 18 de septiembre, coincidiendo con la festividad de la Virgen y del Cristo, que consiste en la subasta en la plaza del pueblos de platos típicos de dulces (rosquillas, floretas, pestiños…) elaborados por el mayordomo (el cual cambia todos los años)  de dichas fiestas, y cuya recaudación se entrega a la iglesia del pueblo.